# Geositta antarctica
El minero austral (Geositta antarctica) es una especie de ave paseriforme perteneciente al género Geositta de la familia Furnariidae. Es nativo del extremo sur de América del Sur y probablemente el ave canora que cría más al sur.

## Nombres comunes
Aparte de minero austral (en Chile), en Argentina también se le denomina caminera antártica, caminera patagónica, caminera austral, caminera de diadema, caminera de pico corto o caminera flancos rufos.

## Distribución y hábitat
Se distribuye en el sur de Argentina (al sur de Santa Cruz hacia el sur hasta el norte de Tierra del Fuego) y sur de Chile (Magallanes); en la estación no reproductiva, en otoño e invierno, migra hacia el norte hasta Mendoza.
Esta especie es considerada localmente bastante común en su hábitat natural, la estepa patagónica de pastos cortos y arbustos bajos esparsos y también en áreas arenosas cerca de la costa. Hasta los 1000 m de altitud. Se reproduce sólo en zonas de sombra orográfica de los Andes y migra hacia el norte, pero se mantiene en las zonas áridas, y es más numerosa en zonas de pastizales en el lado de sotavento de Tierra del Fuego.

## Descripción
Mide entre 15 y 16 cm de longitud y pesa entre 34 y 40 g. Al volar, la cola presenta un distintivo color negro con bordes blancos. Se puede distinguir del más abundante minero común por su pico más corto y la ausencia de color rufo en las plumas de vuelo.

## Comportamiento
Busca insectos solo o en parejas.

### Reproducción
El nido es una taza de hierba tejida o de material similar, colocado generalmente en una madriguera subterránea donde incuba tres huevos. Hay informes sobre colonias de nidificación de especies mixtas con otras especies de Furnariidae.

## Sistemática

### Descripción original
La especie G. antarctica fue descrita originalmente por el ornitólogo alemán Christian Ludwig Landbeck en el año 1880, bajo el mismo nombre científico. Su localidad tipo es: «Tierra del Fuego».

### Etimología
El nombre genérico femenino «Geositta» es una combinación de la palabra griega «geō»: suelo, y del género Sitta, con quien se pensaba que se asemejaban las especies de este género en la época de la descripción; y el nombre de la especie «antarctica», proviene del latín moderno «antarcticus»: sureño, antártico.

### Taxonomía
Los datos genéticos indican que hace parte de un clado que también incluye Geositta maritima, G. saxicolina y G. isabellina. Es monotípica.